# Fanny Bullock Workman
Fanny Bullock Workman (Worcester, 8 januari 1859 – Cannes, 22 januari 1925) was een Amerikaans geograaf, ontdekkingsreiziger en cartograaf. Met haar echtgenoot trok ze door Europa, Algerije en India en beklom ze bergen in de Himalaya. Ze was een van de eerste vrouwelijke professionele bergbeklimmers. Ze vestigde als vrouw een aantal hoogterecords en publiceerde met haar echtgenoot acht reisboeken. Ook was ze een verdediger van vrouwenrechten en het vrouwenkiesrecht.

## Biografie

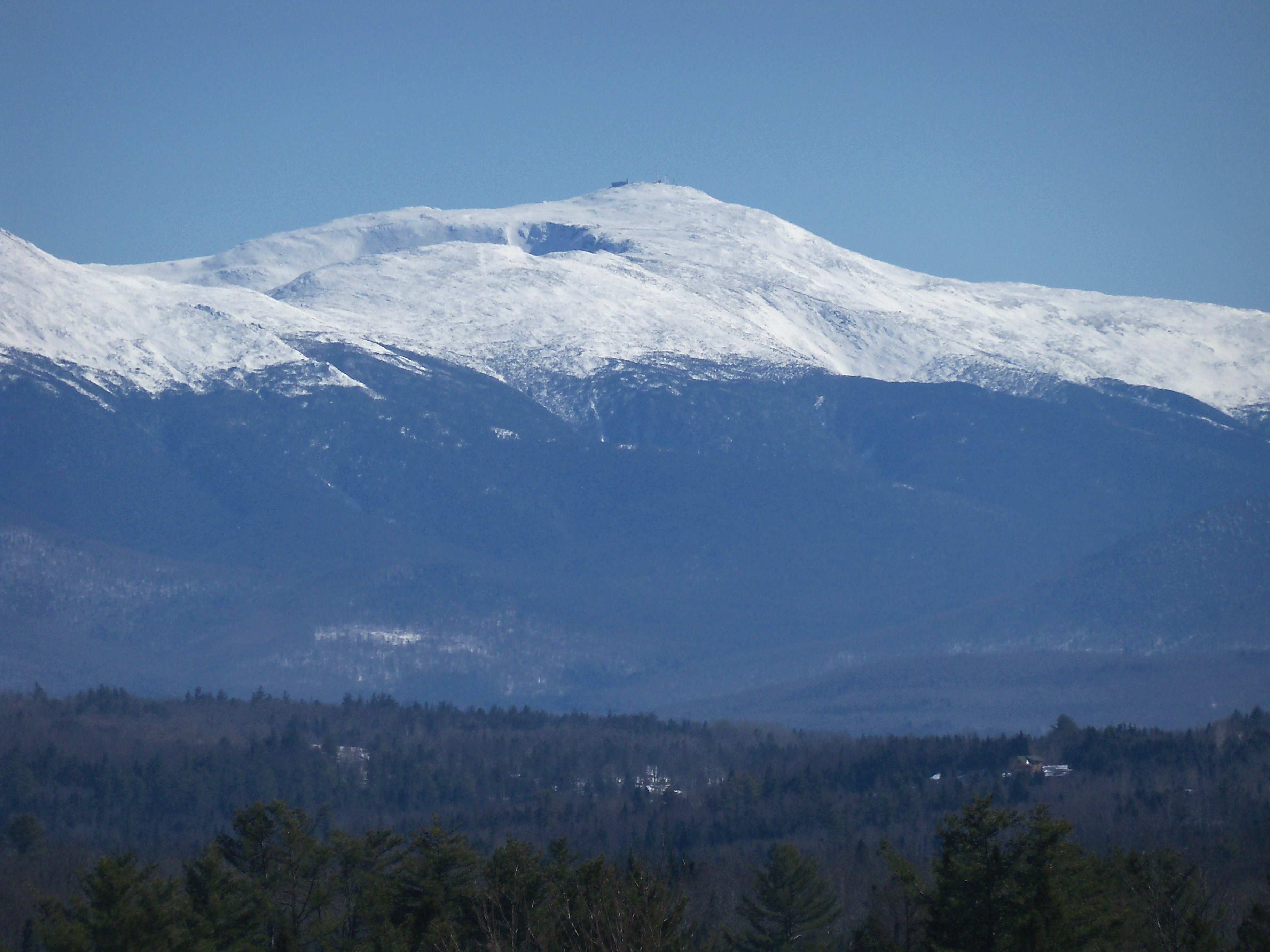
Op Mount Washington kreeg Fanny Workman de smaak van het bergbeklimmen te pakken.

Fanny Bullock werd op 8 januari 1859 als jongste van drie kinderen geboren in Worcester (Massachusetts) in een rijke familie uit de hogere klassen die afstamde van de Pilgrims. Haar moeder was Elvira Hazard en haar vader was Alexander H. Bullock, zakenman en Republikeins gouverneur van Massachusetts. Bullock werd opgevoed door gouvernantes voordat ze naar de Miss Graham's Finishing School in New York ging. Daarna bracht ze enige tijd door in Parijs en Dresden.
Bullock Workman werd al vroeg geconfronteerd met de beperkingen die vrouwen werden opgelegd. Enkele van haar verhalen die uit deze periode bewaard zijn gebleven tonen haar interesse in avontuur. In "A Vacation Episode", beschrijft ze een mooi en aristocratisch Engels meisje dat de samenleving minacht. Het meisje loopt van huis weg naar Grindelwald, wordt een bedreven alpinist en trouwt met een Amerikaan. Het verhaal vertelt veel over Bullocks eigen idealen: reislust, liefde voor de bergen en verdediging van de vrouwenrechten. In 1886 publiceerde ze in het New York Magazine een kort verhaal dat zich tijdens de King Philip's War afspeelde. Het verhaalt over "de gevangenneming en redding van een blank meisje". Een recensent van het verhaal prees de aangename stijl waarin het werd verteld.

### Eerste bergbeklimmingen

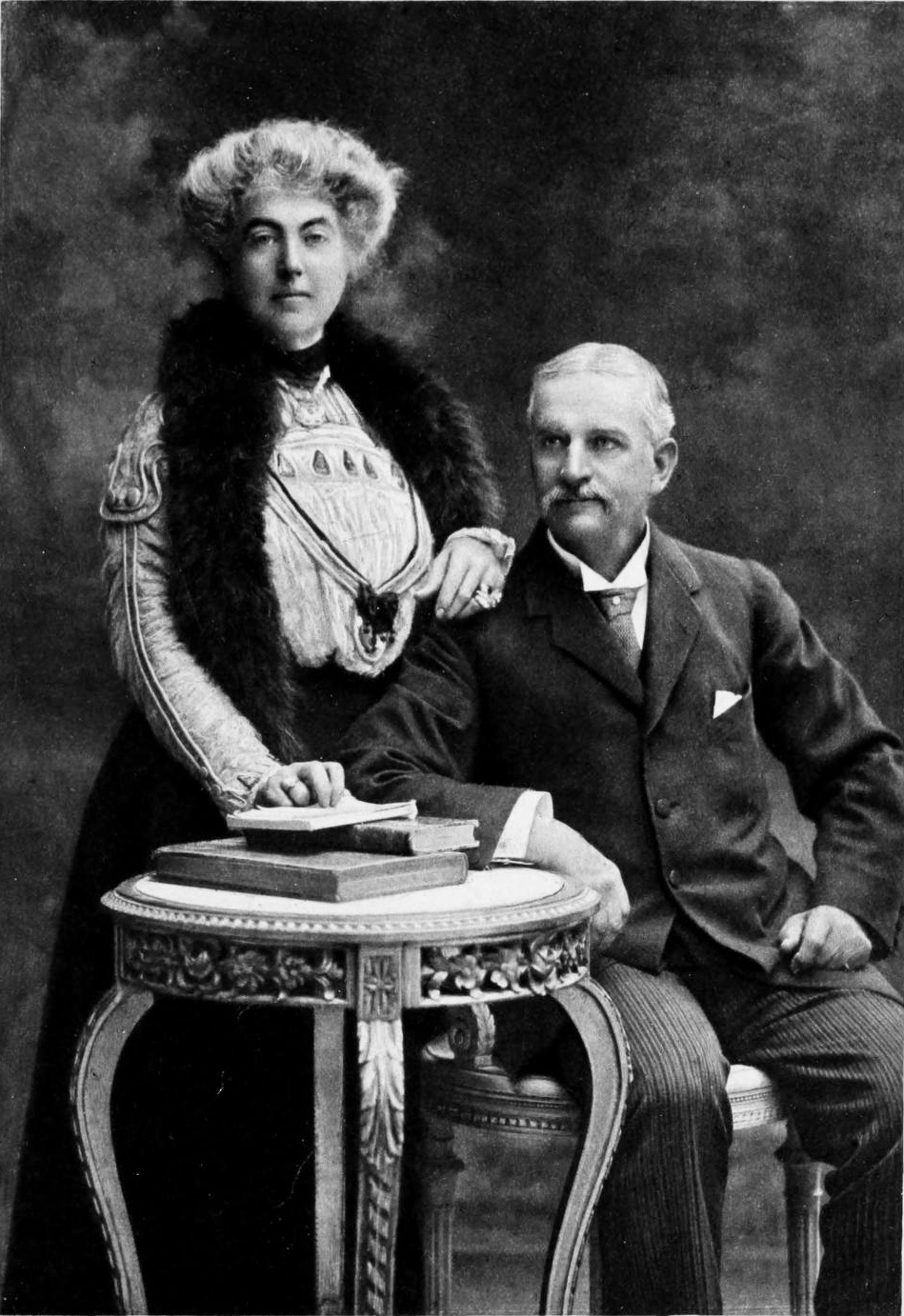
Fanny Bullock Workman en echtgenoot William Hunter Workman

In 1879 keerde Bullock terug naar de Verenigde Staten en op 16 juni 1882 huwde ze met William Hunter Workman, die twaalf jaar ouder was dan haar. Ook Workman kwam uit een rijke en hoogopgeleide familie. Hij studeerde eerst aan de Yale-universiteit en kreeg vervolgens een medische opleiding aan de Harvard-universiteit. In 1884 kreeg het koppel een dochter genaamd Rachel.
William Workman introduceerde Bullock Workman na hun huwelijk in het alpinisme. Samen brachten ze veel zomers door in de White Mountains in New Hampshire. Ze bereikten meermaals de top van de Mount Washington (1.918 meter hoog). Het bergbeklimmen in het noordoosten van de Verenigde Staten stelde Workman in staat om samen met andere vrouwen haar vaardigheid te ontwikkelen. In tegenstelling tot Europese clubs lieten Amerikaanse klimclubs in de White Mountains vrouwenleden toe en moedigden zij hen actief aan om te klimmen. Zo promootten deze clubs een beeld van de Amerikaanse vrouw die zowel huiselijk als atletisch kon zijn; een beeld dat Workman enthousiast overnam. Tegen het midden van de jaren 1880 namen er soms meer vrouwen deel aan de plaatselijke trektochten dan mannen. In haar paper over de genderdynamiek van het klimmen in de regio schrijft Jenny Ernie-Steighner dat deze ervaring Workmans betrokkenheid bij vrouwenrechten vormde. Ernie-Steighner wijst erop dat geen enkele andere bekende internationale bergbeklimmer uit die tijd, mannelijk of vrouwelijk, zo openlijk en vurig sprak over vrouwenrechten.
De Workmans hadden evenwel een hekel aan het provinciale karakter van hun woonplaats in Worcester. Zij verlangden naar het leven in Europa. Nadat zowel de vader van Bullock Workman als die van William stierf erfden zij beiden enorme landgoederen. Het koppel begon aan hun eerste grote Europese reis: een tournee door Scandinavië en Duitsland.

### Fietstochten in Europa
In 1889 verhuisde de familie Workman naar Duitsland. Zij deden dit zogenaamd omwille van Williams gezondheid, maar de biograaf Pauly speculeert dat dit misschien een voorwendsel was, daar  William verrassend snel herstelde. Kort na hun aankomst in Dresden kreeg het koppel hun tweede kind, Siegfried. Bullock Workman koos ervoor zich niet te houden aan de traditioneel omschreven rollen van vrouw en moeder en werd een auteur en avonturier. Ze leefde een energiek leven dat sterk afweek van de toentertijd geïdealiseerde vrouwelijkheid. Als feministe zag Bullock Workman zichzelf als een voorbeeld van de 'nieuwe vrouw', die net zo goed als een man kon uitblinken in de moeilijke en zware aspecten van het leven.
De Workmans lieten hun kinderen bij verpleegsters achter terwijl ze lange reizen maakten. In 1893 stierf Siegfried aan een griep en longontsteking. Na zijn dood streefde Workman tijdens haar fietstochten agressief een alternatieve identiteit na, een die haar bevrijdde van de conventionele verantwoordelijkheden van vrouw en moeder en die haar interesses en ambities mogelijk maakte. Ze misten het huwelijk van hun dochter met Sir Alexander MacRobert in 1911 omdat ze bezig waren met de verkenning van het Karakoramgebergte.
Tussen 1888 en 1893 ondernamen de Workmans fietstochten door Zwitserland, Frankrijk en Italië. In 1891 werd Bullock Workman een van de eerste vrouwen die de Mont Blanc beklom met als gids Peter Taugwalder, die in 1865 de eerste beklimming van deze berg samen met Edward Whymper had gemaakt. Later beklom Bullock Workman ook de Jungfrau en de Matterhorn.

### Reisboeken
Samen verkenden de Workmans de wereld en schreven ze acht reisboeken waarin ze de samenleving, kunst en architectuur beschreven van de bezochte gebieden. De Workmans waren zich bewust van hun bijdrage aan het genre van reisboeken en gaven in hun eigen werk ook commentaar op andere schrijvers. In hun verhalen over bergtochten vertelden ze weinig over de cultuur van die afgelegen en dunbevolkte bewoonde gebieden. De werken bevatten zowel lyrische beschrijvingen van bijvoorbeeld een zonsondergang (voor het gewone publiek) als gedetailleerde uitleg van geografische kenmerken zoals gletsjers (voor hun wetenschappelijk publiek). Fanny en William voegden wetenschappelijke elementen aan hun geschriften toe om in de smaak te vallen bij gezaghebbende organisaties zoals het Royal Geographical Society. Bullock Workman geloofde ook dat de wetenschap haar meer aanzien zou geven in de ogen van de klimgemeenschap, maar het kostte hen wel lezers. Over het algemeen werden hun verhalen over fietstochten beter ontvangen dan die over hun bergbeklimmersavonturen.
Bullock Workman gaf in de reisboeken uitvoerig commentaar op de levensomstandigheden van de vrouwen, waar ze ook reisden. Stephanie Tingley schreef over Workmans reisverhalen dat er een impliciete feministische kritiek was op de ontberingen die vrouwen ervoeren en de inferieure status van de vrouwen in de samenlevingen die ze tegenkwamen. Als een uitgesproken voorstander van vrouwenrechten gebruikte Bullock Workman hun reizen om haar eigen kunnen aan te tonen en de ongelijkheden te benadrukken waar andere vrouwen onder leefden. Hun reisboeken zijn echter geschreven in de eerste persoon meervoud of de derde persoon enkelvoud waardoor het moeilijk is om de standpunten exact toe te schrijven aan William of Fanny. De werken van de Workmans zijn kolonialistisch in die zin dat ze de mensen die ze ontmoeten en observeren, beschrijven als exotisch of ongebruikelijk, in het slechtste geval primitief of zelfs als Untermensch. Soms maken ze echter duidelijk dat de mensen die ze tegenkwamen hen in een soortgelijk licht zagen, wat aantoont dat ze zich soms bewust waren van hun eigen vooroordelen.

### Fietstochten buiten Europa

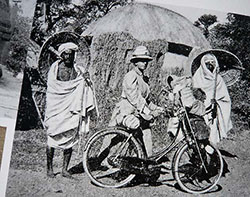
Fanny Bullock Workman tijdens haar fietsrondrit door India rond 1897

In 1893 besloot het koppel om gebieden buiten Europa te verkennen en gingen ze op weg naar Algerije, Indochina en India. Deze langere reizen waren het idee van Bullock Workman. De eerste uitgebreide tocht was een fietstocht van 4500 km in 1895 doorheen Spanje waarbij elk van hen 9,1 kg bagage meedroeg en waarbij ze gemiddeld 72 kilometer per dag onderweg waren en op sommige dagen zelfs 130 kilometer. Hun tocht werd beschreven in het reisboek Sketches Awheel in Modern Iberia. Daarin beschreven ze Spanje als rustiek, schilderachtig en charmant, een veelgebruikt gezegde dat hun boek niet echt origineel maakte. In Algerian Memories concentreerden de Workmans zich voornamelijk op de schoonheid en romantiek van het platteland en vermeden ze commentaar op de verschrikkelijke stedelijke omstandigheden te geven. Ze benadrukten echter wel het misbruik en de verwaarlozing van vrouwen in de Algerijnse samenleving.

#### India
In november 1897 startten de Workmans een reis naar India, Birma, Ceylon en Java die twee en een half jaar duurde en in totaal 23.000 kilometer besloeg. Fanny was toen 38 en William 50 jaar oud. Ze fietsten ongeveer 6.400 km van het zuidelijkste puntje van India naar de Himalaya in het noorden. Om ervoor te zorgen dat ze toegang hadden tot de nodige middelen, reden ze langs grote verkeersassen in de buurt van spoorwegen en werden ze soms gedwongen te slapen in spoorwegwachtkamers als er geen andere accommodatie beschikbaar was. Ze droegen minimale voorraden met zich mee, waaronder thee, suiker, koekjes, kaas, ingeblikt vlees, water, kussens, een deken voor elk van hen, schrijfgerei en medische en reparatiekits. Ze lieten daarna hun fietsen achter aan het noordelijke einde van hun reis en wandelden over passen tussen 4300 m en 5500 m hoogte. De reis was slopend en ze hadden vaak weinig voedsel of water, hadden last van zwermen muggen, repareerden maar liefst tot 40 fietsbanden per dag en sliepen in door ratten besmette verblijven. In hun boek Through Town and Jungle: Fourteen Thousand Miles A-Wheel Among the Temples and People of the Indian Plain, geschreven na de reis, schreven ze voornamelijk over de oude architectuur die ze hadden gezien in plaats van over de lokale culturele samenlevingen waarmee ze in aanraking kwamen. Workman vermeldt over India: "Ik heb door veel betoverende landschappen gereden, door de valleien met palm- en banianbomen van Orissa, over de groene en scharlaken hellingen van de Terai ... maar ik had nog nooit 1200 mijl gefietst in een land dat continu zo mooi was." De Workmans beschikten over een grote hoeveelheid historische kennis over India, heel ongebruikelijk voor westerlingen uit die tijd en ze hadden vóór hun reis de Jataka, Mahabharata en Ramayana gelezen. Ze wilden graag bijleren over de cultuur die deze heldendichten had voortgebracht en brachten daardoor meer tijd door met het bestuderen van de oude geschiedenis dan met interactie met de levende bevolking.
In de zomer van 1898 besloot het echtpaar te ontsnappen aan de hitte en de westelijke Himalaya en Karakoram te verkennen. Daarna wilden ze het gebied rond Kangchenjunga in Sikkim verkennen en ten slotte verder reizen naar de bergen grenzend aan Bhutan in het oosten. Bureaucratische moeilijkheden en problemen met het weer belemmerden echter hun plannen. De meeste problemen hadden betrekking op werkkrachten. Ze huurden 45 dragers in, bereidden ze voor op de komende bergtochten en kochten proviand in maar de kosten schoten de hoogte in doordat de komst van een stel rijke Amerikanen al snel in de dorpen circuleerden. Ze konden pas op 3 oktober vertrekken en tegen die tijd kwam er koud weer aan. De Workmans klaagden in hun geschriften over de dragers die ze hadden ingehuurd omdat ze moeilijk waren om mee te werken en ze weigerden om meer dan acht kilometer per dag te trekken. Drie dagen na hun reis bereikten de Workmans de eerste sneeuw en de dragers rebelleerden en weigerden verder te gaan in zulke koude omstandigheden waardoor het gezelschap gedwongen werd terug te keren naar Darjeeling.
De Workmans hadden voortdurend last met hun arbeidskrachten omdat ze zelf niet genoeg konden meenemen voor een meerdaagse expeditie en lokale dragers moesten inhuren om hun uitrusting te dragen. Ze moesten Mummery-tenten, slaapzakken, camera-uitrusting, wetenschappelijke instrumenten en een grote voorraad voedsel vervoeren. De dragers waren sceptisch over de hele onderneming want de lokale bevolking klom zelden over bergen en was niet gewend om bevelen van een vrouw op te volgen, waardoor de positie van Bullock Workman moeilijk werd. De Workmans probeerden deze problemen op te lossen met neerbuigendheid en eigenzinnigheid maar waren op hun reizen voornamelijk het slachtoffer van hun eigen fouten. Ze waren te ongeduldig en probeerden zelden de mentaliteit van de dragers te begrijpen waardoor ze nooit het beste van hen gedaan kregen. Arbeidersproblemen kwamen voor in al hun expedities omdat typisch voor reizigers uit die tijd, de Workmans absoluut geen sympathie of zelfs enig begrip hadden van de lokale bevolking in wiens arme en afgelegen dorpen ze een heleboel hulp om service en bevoorrading vroegen. Het paar, zijnde Amerikaans, had niet dezelfde kaste of klasse die Britse ontdekkingsreizigers hadden. De Workmans stortten zich, zoals de meeste van hun landgenoten, halsstarrig in hun ondernemingen, verwachtend dat hun enorme energie voldoende was om alle obstakels te overwinnen. Ze werden terecht door de Britten bekritiseerd vanwege hun ongevoelige, incompetente gedrag ten opzichte van de Indiase bevolking.

### Beklimmingen in het Himalayagebergte

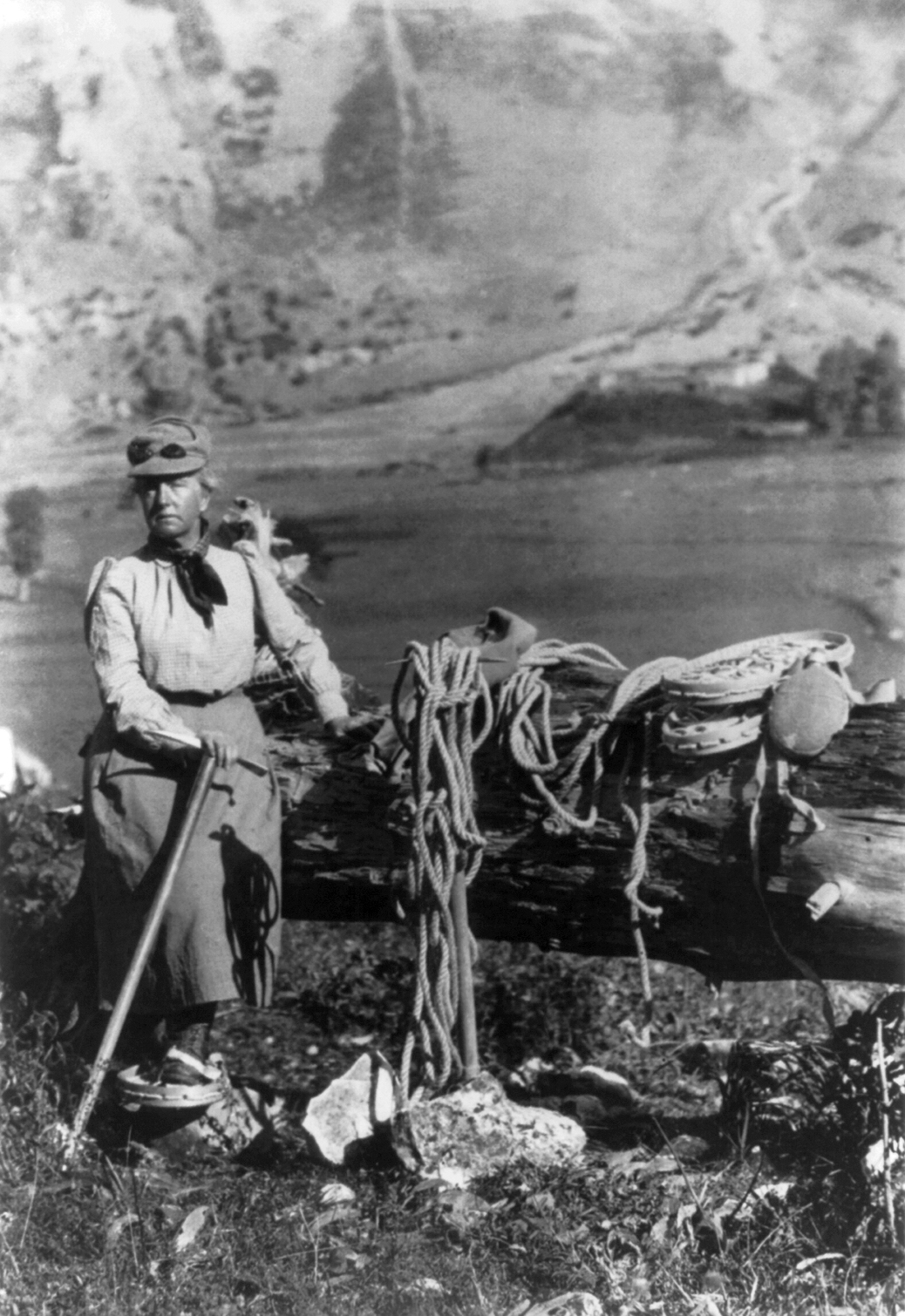
Workman met klimuitrusting. Hoewel pantalons toentertijd aanvaardbare sportieve dameskledij was, droeg Workman rokken terwijl ze duizenden kilometers door Europa en Azië fietste en de Himalaya-toppen beklom.

Nadat ze de eerste keer naar het Himalayagebergte waren gereisd, raakten de Workmans in vervoering over het bergbeklimmen aldaar. Gedurende een periode van 14 jaar reisden ze acht keer naar het op dat moment bijna volledig onontgonnen gebied. Hun reizen werden gemaakt zonder het voordeel van moderne lichtgewichtapparatuur, gevriesdroogd voedsel, zonnecrèmes of radio's. Tijdens elke expeditie werd het gebied verkend, onderzocht en gefotografeerd. Uiteindelijk werden hun bevindingen gerapporteerd en gebruikt voor het maken van kaarten. Het paar deelde afwisselend hun verantwoordelijkheden, een jaar lang zou Bullock Workman de logistiek van hun reis organiseren. William zou werken aan de wetenschappelijke projecten en het volgende jaar werden de rollen omgekeerd.
Na hun eerste reis naar de Himalaya en de daaropvolgende problemen met de werkkrachten, huurden de Workmans Matthias Zurbriggen in, de beste en meest ervaren bergbeklimmer van die tijd. Zo begonnen de Workmans in 1899, met 50 lokale dragers en Zurbriggen, aan de beklimming van de Biafogletsjer in de Karakoram, maar gevaarlijke spleten en slecht weer dwongen hen in plaats daarvan hun tocht te verschuiven naar de Skoro La-gletsjer en de onbekende pieken eromheen. Ze bereikten de top van de Siegfriedhorn (5700 meter) die ze naar haar zoon vernoemde, waardoor Bullock Workman op dat moment een hoogterecord voor vrouwen behaalde. Ze kampeerden vervolgens op 5200 meter hoogte en beklommen een hogere top van 5930 meter, die ze de naam Bullock Workman-berg gaven. Ze bewonderden vanaf de top de K2, de op een na hoogste berg ter wereld. Bullock Workman is misschien de eerste geregistreerde vrouw die deze heeft gezien. Uiteindelijk beklommen ze Koser Gunge (6400 meter), waardoor Bullock Workman haar derde opeenvolgende hoogterecord vestigde. Het was een hele uitdaging want ze moesten nieuwe dragers inhuren, een nieuw basiskamp opzetten en overnachten op ongeveer 5500 meter hoogte. 's Morgens beklommen ze een muur met een afmeting van 370 meter daarbij sterk gehinderd door rukwinden. Tijdens de beklimming waren Bullock Workmans vingers zo verdoofd dat ze haar ijsbijl niet langer kon vasthouden en een van de dragers hen in de steek liet. Aan hun instrumenten zagen ze dat de temperatuur tien graden Fahrenheit (-12 °C) was en hun hoogte 21.000 voet. Klimmen aan het begin van de 20e eeuw werd gedaan zonder gespecialiseerde uitrusting zoals pitons of karabijnhaken. Bullock Workman was in staat om naar zulke hoogten te klimmen dankzij haar onverschrokken doorzettingsvermogen en haar immuniteit tegen hoogteziekte.
Zodra het mogelijk was, publiceerden de Workmans verslagen over hun prestaties, waaronder een artikel in het Scottish Geographical Journal. Ze publiceerden een reisboek over deze reis, In the ice world of Himálaya, among the peaks and passes of Ladakh, Nubra, Suru, and Baltistan, waarin ze probeerden wetenschappelijke informatie en experimenten op te nemen maar wetenschappers waren niet onder de indruk en wezen op hun gebrek aan wetenschappelijke kennis. Aan de andere kant genoten de gewone critici van het boek en besloten: "We aarzelen niet om te zeggen dat de heer en mevrouw Workman een van de meest opmerkelijke reisboeken van de afgelopen jaren hebben geschreven".
In 1902 keerden de Workmans terug naar het Himalayagebergte en werden de eerste westerlingen die de Chogo Lungma-gletsjer verkenden, daarbij startend vanaf Arandu, Pakistan. Ze huurden 80 dragers in en namen vier ton voorraden mee, maar hun expeditie werd beperkt door vrijwel constante sneeuwval en een storm die 60 uur lang woedde. In 1903 trokken ze samen met berggids Cyprien Savoye naar de Hoh Lumba-gletsjer. Ze probeerden ook de nabijgelegen berg te beklimmen die ze Pyramid Peak noemden (later hernoemd tot Spantik als onderdeel van het Spantik-Sosbungebergte). Ze kampeerden de eerste nacht op 4900 meter en de tweede dag op 5700 meter. Een zieke drager dwong hen om de derde nacht te kamperen op 5899 meter in plaats van de geplande 6100 meter en uiteindelijk lieten ze hem achter. Ze bestegen een piek van 6878 meter waardoor Bullock Workman een nieuw hoogterecord vestigde. William en een drager klommen in de richting van de naaldachtige torenspits die het doel van de expeditie was. Ze moesten echter hun poging staken een paar honderd voet vanaf de top, omdat ze zich realiseerden dat ze niet naar een veilige hoogte konden afdalen voordat ze problemen met hoogteziekte zouden krijgen.
Na de terugkeer van hun reizen gaven de Workmans in heel Europa lezingen. Bullock Workman gaf lezingen in het Engels, Duits of Frans naargelang de gelegenheid. Bij één lezing in Lyon, Frankrijk, waren er 1000 mensen in de zaal en moesten er 700 anderen geweigerd worden wegens plaatsgebrek. In 1905 werd Bullock Workman de tweede vrouw die een lezing voor het Royal Geographical Society hield (Isabella Bird was de eerste in mei 1897). Over haar lezing werd geschreven in The Times.
De Workmans keerden in 1906 terug naar Kasjmir en werden de eerste westerlingen die het Nun Kun-massief verkenden. Voor deze reis huurde het echtpaar zes Italiaanse dragers in uit de Alpen, 200 lokale dragers en opnieuw Cyprien Savoye als gids. De Workmans verachtten de lokale dragers maar waren gedwongen om ze te rekruteren. Hun reisboeken lezen als een lange klacht over de luie, leugenachtige, stelende en muitende bedriegers van wie ze ongelukkig aan vast hingen voor lokale steun. Ze planden een reeks van vier kampen van 5382 meter tot 6400 meter. Ondanks de problemen met de lokale arbeidskrachten brachten de Workmans de nacht hoger door dan elke vorige bergbeklimmer, namelijk op 6181 meter op de top van Z1 op Nun Kun, in wat zij "Camp America" noemden. De kaart die de Workmans maakten tijdens deze reis was van slechte kwaliteit omdat het echtpaar geen goed gevoel had voor topografische richting, wat betekende dat hun metingen onnauwkeurig en onbruikbaar waren voor de Survey of India.

#### Pinnacle Peak en hoogterecord

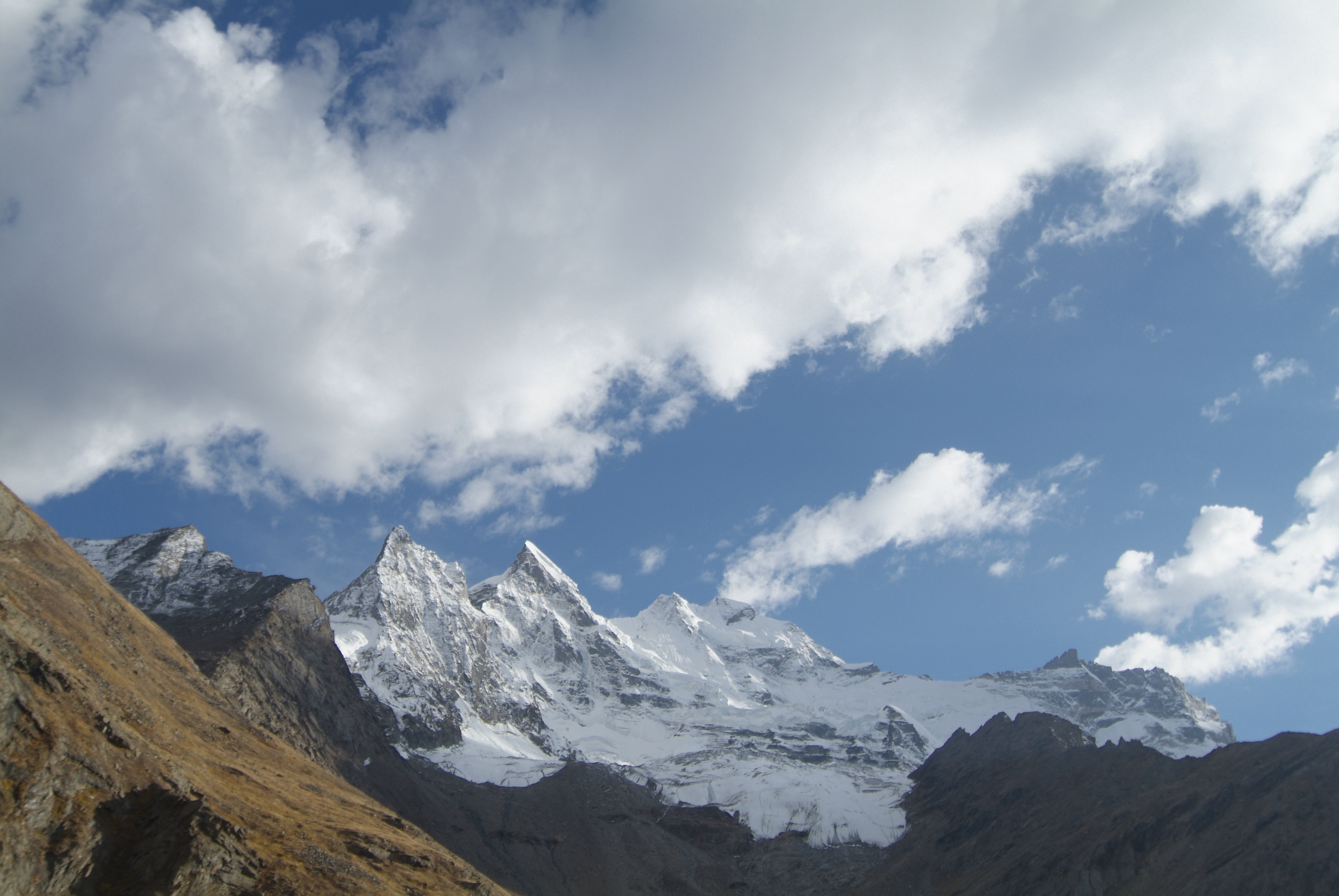
Nun Kun (center) en Pinnacle Peak (links) gezien vanuit de Suruvallei

Na de hoogte van 6181 meter die ze in 1906 op 47-jarige leeftijd bereikte, klom Bullock Workman naar Pinnacle Peak (6930 meter) (waarvan ze toen aannam dat de hoogte 7091 meter was), een nevenpiek in het Nun Kun-massief van de westelijke Himalaya. Het was haar grootste prestatie als bergbeklimmer. Het feit dat ze de berg beklom zonder het voordeel van moderne apparatuur en belemmerd door haar omvangrijke rokken, vertelde voldoende over zowel haar vaardigheid als haar vastberadenheid. Ze vestigde een hoogterecord voor vrouwen dat zou standhouden tot Hetti Dhyrenfurth in 1934 de beklimming van de Sia Kangri (7273 meter) voltooide. Omdat ze geloofden dat ze allebei boven de 7000 meter waren geklommen, beschouwden de Workmans zichzelf vanaf 1906 als de leidende experts op het gebied van klimmen op hoogte.
Bullock Workman verdedigde haar hoogterecord op Pinnacle Peak krachtig tegen alle andere eisers, met name Annie Smith Peck. In 1908 claimde Peck een nieuw record met haar beklimming van de Huascarán in Peru waarvan ze dacht dat het 7000 meter was. Ze was echter niet goed geïnformeerd over de hoogte en Workman was zo competitief dat ze een team van Franse landmeters van de Service Géographique de l'Armée 13.000 US$ betaalde om de hoogte van de berg na te meten, die in werkelijkheid 6768 m bleek te zijn waardoor haar record overeind bleef. Ironisch genoeg culmineerde haar vastberadenheid om zichzelf te bewijzen dat ze gelijk was aan elke man op de hoogste toppen, met een vernietigende aanval op een Amerikaanse vrouw die haar probeerde te overtreffen. Bullock Workman was vastbesloten de beste vrouw te zijn en hield alles ook nauwgezet bij zodat ze haar prestaties kon bewijzen. Als Fanny Workman ooit de erkenning krijgt die ze verdient voor haar feministische vastberadenheid om uit te blinken in deze mannelijke sport, zal ze zeker ook herinnerd worden voor haar aandringen op een nauwkeurige registratie van de hoogtes die ze bereikte.

#### Siachengletsjer en Hispargletsjer

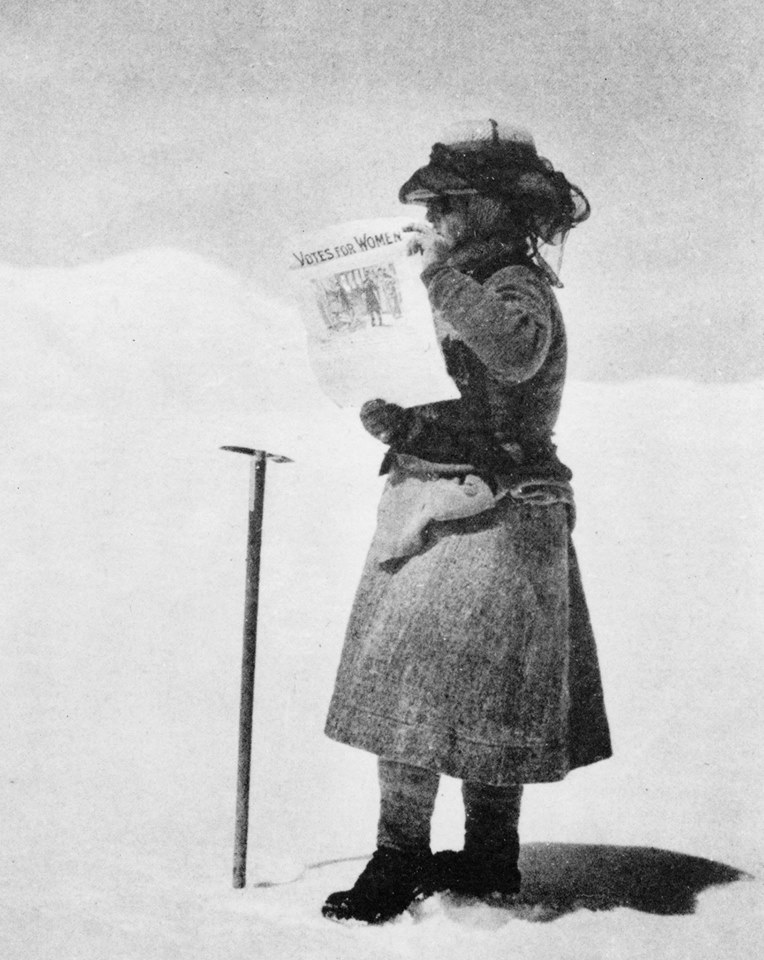
Workman rond 1912 met een krant "Votes for Women" (vrouwenstemrecht) op een plateau op 6400 meter hoogte

In 1908 keerden de Workmans terug naar het Karakoramgebergte en verkenden de 61 kilometer lange Hispargletsjer in de regio Hunza-Nagar. Ze gingen van Gilgit naar Nagir over de Hisparpas (5300 meter) en over de 60 kilometer lange Biafogletsjer naar Askole. Met hun totale oversteek van de gletsjers vestigden ze een nieuw record en Bullock Workman werd de eerste vrouw die over een Himalaya-gletsjer van deze omvang reisde. Zij waren de eersten die de vele zijgletsjers verkenden en de kaarten die door hun Italiaanse dragers werden gemaakt, hielpen om de regio voor het eerst in kaart te brengen. Ze registreerden de fysiologische effecten van grote hoogte, bestudeerden gletsjers en ijspegels en namen meteorologische metingen, inclusief hoogtegegevens vastgelegd met zowel aneroïde barometers als vloeistofthermometers.
De verkenning door de Workmans van de Rosegletsjer en de 72 kilometer lange Siachengletsjer in Baltistan rond Masherbrum in 1911 en 1912 was de belangrijkste prestatie van hun carrière omdat het de breedste en langste subpolaire gletsjer ter wereld was en in die tijd ook de minst verkende en toegankelijke gletsjer. Twee maanden lang verkenden de Workmans de gletsjer, beklommen verschillende bergen en brachten het gebied in kaart. Ze brachten de hele tijd door op meer dan 4600 meter, met als hoogtepunt de Indira Col, een naam die ze zelf hadden bedacht. Tijdens deze expeditie viel een van hun Italiaanse gidsen in een gletsjerspleet en stierf. De andere expeditieleden waren zwaar geschokt maar besloten toch om door te gaan. Bullock Workman leidde hen over de Sia La-pas (5700 meter) dicht bij de top van de Siachengletsjer en door een eerder onontgonnen gebied naar de Kaberigletsjer. Deze verkenning en het resulterende boek Two Summers in the Ice-Wilds of Eastern Karakoram: The Exploration of Nineteen Hundred Square Miles of Mountain and Glacier behoorden tot hun grootste prestatie. Zoals ze in haar boek schreef over de reis, organiseerde en leidde Bullock Workman deze expeditie: "Dr. Hunter Workman vergezelde mij deze keer, als fotograaf en ijstijddeskundige, maar ik was de verantwoordelijke leider van deze expeditie en van mijn inspanningen hing in grote mate het succes of falen ervan af". Op een plateau op 6400 meter, ontvouwde Bullock Workman een krant "Votes for Women" en haar man trok de iconische foto. Ze namen getrainde berggidsen en landmeters mee, onder wie Grant Peterkin en Surjan Singh, wier bijdragen ervoor zorgden dat hun kaart van de Siachengletsjer jarenlang onaangetast bleef, in tegenstelling tot talloze andere kaarten die de Workmans hadden gemaakt.

### Laatste jaren

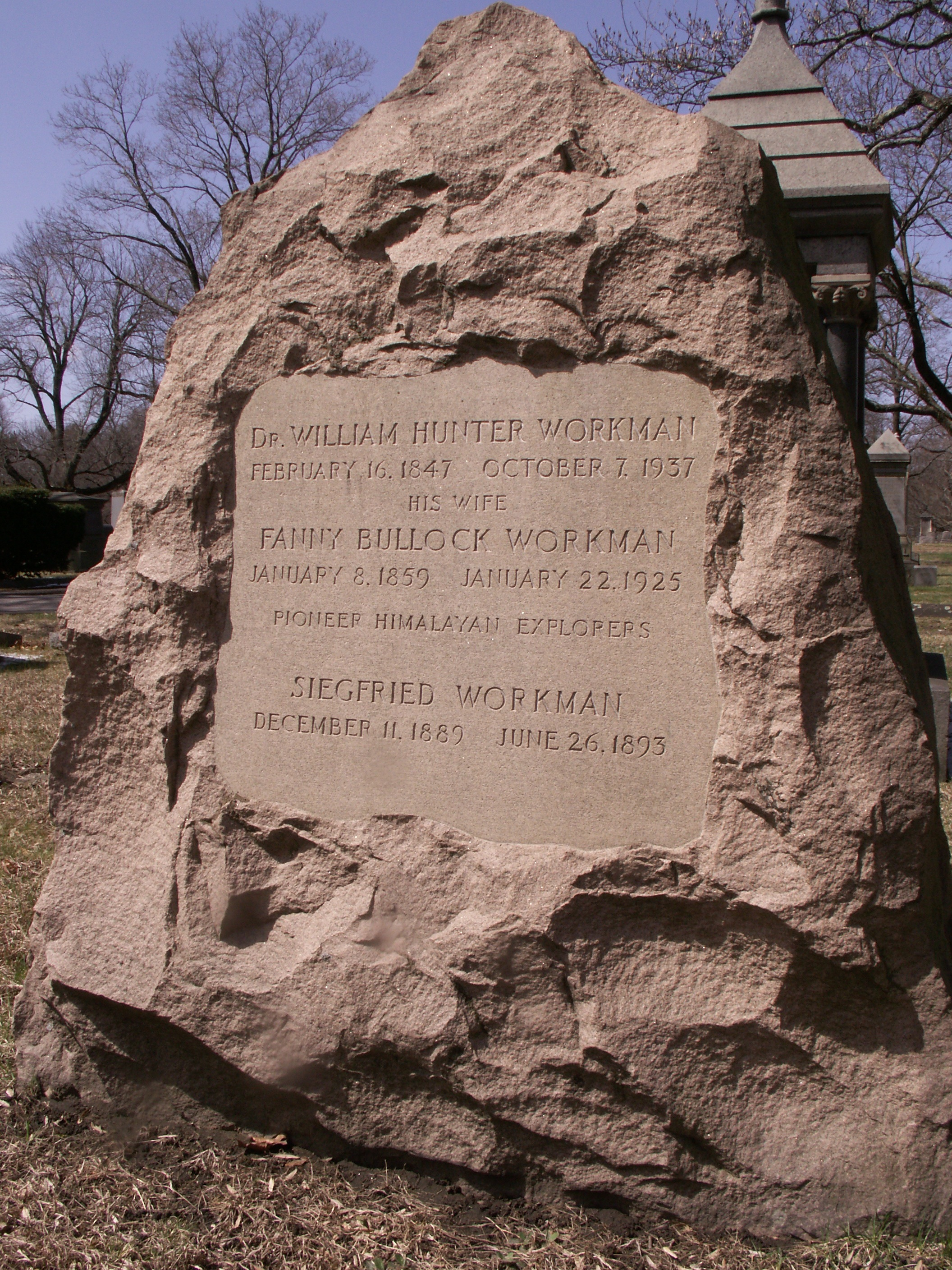
Monument voor de familie Workman op de begraafplaats in Worcester, Massachusetts

Na hun reis van 1908 tot 1912 stopte het echtpaar met hun expedities. Hierna hielden ze zich vooral bezig met schrijven en lezingen, voornamelijk vanwege het begin van de Eerste Wereldoorlog in 1914. Fanny Workman werd de eerste Amerikaanse vrouw die lezingen gaf aan de Sorbonne in Parijs. Ze was ook een van de eerste vrouwen die werd toegelaten als lid van de Royal Geographical Society, een onderscheiding die ze verdiende omdat haar publicaties wetenschappelijke beschouwingen over de ijstijd en andere fenomenen omvatten. Ze verkreeg ook eremedailles in 10 Europese geografische samenlevingen en werd uiteindelijk verkozen tot lid van de American Alpine Club, de Royal Asiatic Society, de Club Alpino Italiano, de Deutscher und Österreichischer Alpenverein en de Club alpin français. Ze was erg trots op deze prestaties die ze ook vermeldde op de titelpagina's van haar boeken.
Fanny Workman werd in 1917 ziek en stierf na een langdurige ziekte in 1925 in Cannes, Frankrijk. Haar as werd begraven in Massachusetts en ze kreeg samen met haar man een monument op de landelijke begraafplaats in Worcester (Massachusetts), met de titel "Pioneer Himalayan Explorers". In haar testament liet ze 125.000 dollar na aan vier hogescholen, het Radcliffe college, het Wellesley College, het Smith College en het Bryn Mawr College. De legaten gaven blijk van haar langdurige interesse in de ontwikkeling van vrouwenrechten en haar overtuiging dat vrouwen de gelijken van mannen waren.

## Nalatenschap

### Vrouwen in bergbeklimmen
Workman werd samen met Annie Smith Peck tijdens het begin van de 20e eeuw erkend als een van de meest befaamde vrouwelijke klimmers ter wereld. Hun rivaliteit toonde aan dat vrouwen het meest afgelegen en moeilijke terrein op de planeet konden beklimmen. Vrouwen klommen sinds de jaren 1850 regelmatig in de Alpen maar in het Himalayagebergte werd bergbeklimmen gedomineerd door rijke Engelse mannen. Geen andere vrouwen klommen echter tot ver na de Eerste Wereldoorlog in het Himalayagebergte. Tegen die tijd hadden verbeteringen in de uitrusting en organisatie de risico's en moeilijkheden van de expedities verkleind.
Workman, zelf een fervent feministe en een voorstander van het vrouwenkiesrecht, wilde haar lezers laten inzien hoe haar bijdragen en prestaties het potentieel van alle vrouwen weerspiegelden. In haar geschriften beschreef Workman zichzelf als iemand die de normen van het victoriaanse vrouwelijke fatsoen in twijfel trok of overtrad. Ze toonde aan dat vrouwen sterk genoeg waren om buiten het huis te gedijen door te laten zien hoe gemakkelijk het was voor haar om zware fysieke activiteiten te doorstaan, zoals lange afstanden fietsen op hete vochtige plaatsen of bergbeklimmen bij lage temperaturen en grote hoogten. In haar studie van bergbeklimmen in het victoriaans tijdperk suggereert Ann Colley dat seksediscriminatie meer uitgesproken was op lagere hoogten en in het normale leven dan op grote hoogten zoals in de Himalaya. "Weg van de onbeduidende mening die voortkwam uit de druk van de samenleving, hoog boven de sneeuwgrens of in verre streken, zouden vrouwelijke klimmers complete gelijkheid en macht kunnen ervaren ... Als ze zouden kiezen, zouden ze net zo sportief of concurrerend kunnen zijn als de mannen". In het Dictionary of Literary Biography wordt Bullock Workman omschreven als een agressieve, vastberaden en compromisloze Amerikaanse vrouwelijk reiziger uit het einde van de eeuw en een van de eerste vrouwen actief als een professionele bergbeklimmer en onderzoeker en om te schrijven over de expedities die zij en haar man naar de meest afgelegen delen van de Himalaya brachten. Ze was een uitgesproken voorstander van het kiesrecht van vrouwen en maakte duidelijk dat zij zichzelf als een rolmodel beschouwde voor andere vrouwelijke reizigers en bergbeklimmers.
Met het geld dat Workman achterliet in haar testament biedt het Wellesley College elk jaar een beurs van 16.000 US$ (Fanny Bullock Workman Fellowship) aan een graduaat in een van de studies van Wellesley. Het Bryn Mawr College richtte een Fanny Bullock Workman Traveling Fellowship op die wordt toegekend aan PhD-kandidaten in archeologie of kunstgeschiedenis wanneer de fondsen dit toelaten.

### Verkenning van de Himalaya
De vele boeken en artikelen gepubliceerd door de Workmans zijn nog steeds bruikbaar, vooral wegens hun foto's en illustraties, maar hun kaarten zijn misleidend en niet altijd even betrouwbaar. Hoewel de Workmans uitstekend waren in het beschrijven van meteorologische omstandigheden, glaciologie en hoe grote hoogten de gezondheid en fitheid van de mens beïnvloedden, waren ze slechte topografen. De Workmans waren enkele van de eerste bergbeklimmers die begrepen dat de Himalaya de plaats was voor de ultieme klimuitdaging en hun expedities hielpen het bergbeklimmen te evolueren van zware recreatie naar een serieuze, gereguleerde competitieve sport. Niemand kon betwijfelen dat de Workmans onverschrokken ontdekkingsreizigers en klimmers waren, maar het waren ook agressieve zelfpromotors die in hun gretigheid om erkenning en eer soms overdreven met de originaliteit en de betekenis van wat ze hadden gedaan. Ze hadden meer kilometers vastgelegd en meer pieken geklommen dan tot nu toe, ze hadden vijf rijk geïllustreerde en veel gelezen expeditieboeken geproduceerd en door haar geslacht was Bullock Workman natuurlijk een onschatbare precedent van de Himalaya, maar de Workmans waren geen grote bergbeklimmers. Op hun best waren ze krachtige en bekwame lieden die volgden in de stappen van hun Italiaanse gidsen. De Workmans waren in hun tijd hoog in aanzien want zij waren de eerste Amerikanen die de Himalaya grondig verkenden en het Britse monopolie van het bergbeklimmen in de Himalaya doorbraken.

### Boeken
- Algerian memories : a bicycle tour over the Atlas to the Sahara. T.F. Unwin, London (1895), p. 216.
- Sketches awheel in modern Iberia. Unwin, London (1897), pp. 280.
- In the ice world of Himálaya, among the peaks and passes of Ladakh, Nubra, Suru, and Baltistan. Cassell & Company, Limited, New York (1900), pp. 204.
- Ice-Bound Heights of the Mustagh: An Account of Two seasons of Pioneer Exploration and High Climbing in the Baltistan Himalaya. London, A. Constable & Co, 1908, pp. 204
- Peaks and Glaciers of Nun Kun: A Record of Pioneer-Exploration and Mountaineering in the Punjab Himalaya. Constable and Company Ltd., London (1909), pp. 411.
- The Call of the Snowy Hispar: A Narrative of Exploration and Mountaineering on the Northern Frontier of India. Scribner, New York (1911), pp. 520.
- Two Summers in the Ice-Wilds of Eastern Karakoram: The Exploration of Nineteen Hundred Square Miles of Mountain and Glacier. E. P. Dutton & Company, New York (1916), pp. 578.

### Artikelen
- "Among the Great Himalayan Glaciers." National Geographic 13 (nov. 1920)
- "First Ascents of the Hoh Lumba and the Sosbon Glaciers in the Northwest Himalayas." Independent 55 (31 december 1903)
- "Miss Peck and Mrs. Workman." Scientific American 102 (12 februari en 16 april 1910)
- "Recent First Ascents in the Himalaya." Independent 68 (2 juni 1910)
- "Conquering the Great Rose." Harper 129 (juni 1914)
- "Exploring the Rose." Independent 85 (10 januari 1916)
- "Four Miles High." Independent 86 (5 juni 1916)